# Momozono japán császár
Momozono császár (桃園天皇 Momozono-tennó, 1741. április 14. – 1762. augusztus 31.) Japán 116. császára volt a hagyományos öröklődési rend szerint. Uralkodása 1747-től egészen haláláig, 1762-ig tartott.

## Származása
Mielőtt Momozonoként elfoglalta volna a Krizantém trónt, Tóhito (遐仁) néven ismerték. Beiktatása előtt a Yaho-no-mija (八穂宮), később pedig Szacsi-no-mija (茶地宮) címet viselte.
Momozono Szakuramacsi császár elsőszülött fia, anyja Szadako (定子) (開明門院) volt.
Momozono családja vele élt a Heian-palota dairiében (belső palota). A család tagjai a következőek voltak:
- Felesége, Icsidzsó Tomiko (一条富子)
- Első fia: Hidehito herceg (英仁親)(Go-Momozono császár)
- Második fia: Fusimi-no-mija Szadamocsi (伏見宮貞行親王) császári herceg

## Események Momozono életében
Uralkodása alatt, 1758-ban Hóreki botrány történt meg, ahol a Bakufu megbüntette fiatal udvari nemességet, mert támogatták a császári szabályok újjáépítését.
- 1747. április 25.: Korona hercegnek nevezik ki Tóhito herceget.[5]
- 1747. június 9.: Tóhito herceg császár lett.
- 1748. (Kan'en 1): Az első előadás a tizenegy felvonásos bábjátéknak, Kanadehon Csúsingura, ami egy klasszikus szamuráj bosszú történetet ír le, az 1702-es, 47 rónin bosszújáról.[6]
- 1748 (Kan'en 1): Rjúkjúi Királyságból, Shó Keitől egy rjúkjúi diplomata küldetést vett át a sógunátus.[7]
- 1749. október 7. (Kan'en 2, a 8. hónap 26. napja): Egy hatalmas vihar elérte Kiotót, a Nidzsó vár tornya leégett, majd villámcsapás sujtotta.[8]
- 1752 (Hóreki 2): Egy rjúkjú diplomata küldetés érkezett meg Edóba, Só Bokutól, a Rjúkjúi Királyságból.[7]
- 1758 (Hōreki 8): The Hōreki incident involved a small number of kuge who favored a restoration of Imperial power; and this was construed as a threat by the shogunate.[9]
- 1758 (Hóreki 8): A Hóreki incidensben részt vettek a kugék, akik támogatták a császári hatalom visszaállítását, amit a sógunátus fenyegetésnek látott.
- 1760 (Hóreki 10): Tokugawa Ieshige shógun lemond, és fia Tokugawa Ieharu lesz a Tokugawa sógunatus tizedik sóguna.[10]
- 1762 (Hóreki 12): A császár lemond a testvére javára.
- 1762. augusztus 31.: A császár meghal 21 évesen.

Momozono kamija egy császári mauzóleumba van zárva, Tsuki no va no miszaszagiban, Szennjú-dzsinél, Higasijama körzetben, Kiotóban. Itt megtalálhatóak Momozono császári elődjei is, Go-Mizunó császár, Meisó, Go-Kómjó, Go-Saj, Reigen, Higasijama, Nakamikado és Szakuramachi, valamint öt császári örököse is Go-Szakuramacsi, Go-Momozono, Kókaku, Ninkó, és Kómei.

## Kugjó
Kugjó (公卿) egy gyűjtőfogalom, azon kevés nagy hatalommal rendelkező embert jelenti, akik csatlakoztak a japán császári udvarhoz a Meidzsi-kor előtti időkben. Azokban az években is, amikor az udvar tényleges befolyása a császári palota falain kívül minimális volt, a hierarchia megmaradt.
Ezt az elit csoportot három vagy négy tag alkotta. Ők voltak az örökletes udvaroncok, akik a tapasztalataik és hátterük segítségével karrierjük csúcsára emelkedhettek. Momozono uralkodása alatt ők jutottak a Daidzsókan csúcsára:
- Kampaku, Konoe Ucsiszaki.[9]
- Szadaidzsin (左大臣) (Balfelőli személynök)
- Udaidzsin(右大臣) (Jobbfelőli személynök)
- Naidaidszin (内大臣)
- Dainagon (大納言)

## Momozono uralkodásának korszakai
Momozono uralkodásának éveit több mint egy korszak névvel vagy nengóval azonosítják.
- Enkjó (1744-1748)
- Kan'en (1748-1751)
- Hóreki (1751-1764)

## Fordítás
- Ez a szócikk részben vagy egészben  az   Emperor Momozono című angol Wikipédia-szócikk fordításán alapul.  Az eredeti cikk szerkesztőit annak laptörténete sorolja fel. Ez a jelzés csupán a megfogalmazás eredetét és a szerzői jogokat jelzi, nem szolgál a cikkben szereplő információk forrásmegjelöléseként.